# Беатріс Альєнде
Беатріс Патрісія Хімена Альєнде Буссі (ісп. Beatriz Patricia Ximena Allende Bussi; 1942—1977) — чилійська політична діячка та лікарка.

## Біографія
Беатріс була однією з трьох дочок президента Чилі Сальвадора Альєнде та Гортензії Буссі. Вона мала іспанське, бельгійське та італійське коріння.
Вона вивчала медицину в Університеті Консепсьйон з 1960 по 1962 рік і перевелася в Університет Чилі, щоб закінчити четвертий курс, де отримала кваліфікацію хірурга.
Вона брала активну участь у студентській політиці в університеті, приєднавшись до організації Brigada Universitaria Socialista. Через цю групу вона познайомилася з Ренато Хуліо, за якого вийшла заміж 6 липня 1967 року. Стосунки тривали лише кілька місяців.
Пізніше вона вийшла заміж за кубинського дипломата та агента Луїса Фернандеса де Онью (також відомого як Родольфо Галларт Грау), з яким познайомилася під час поїздки на Кубу в 1967 році. Вона отримала військову підготовку на Кубі, де познайомилася з Ернесто Че Геварою.
Коли 4 вересня 1970 року її батька обрали президентом Чилі, Беатріс стала його найближчою радницею і співробітницею, спілкувалася з чилійськими й міжнародними лівими політиками.
Під час перевороту Августо Піночета Беатріс залишилася зі своїм батьком у президентському палаці Ла-Монеда, покинувши його лише тоді, коли президент Альєнде наказав усім жінкам і дітям евакуюватися. Вона мусила виїхати з матір'ю, сестрами, чоловіком і дочкою Маєю на Кубу. Беатріс була на сьомому місяці вагітності своєю другою дитиною Алехандро Сальвадором.

## Життя на Кубі
Перебуваючи в еміграції, Беатріс працювала виконавчим секретарем антиімперіалістичного комітету солідарності в Гавані. Ця посада вимагала від неї багато подорожей, щоб підвищити обізнаність про умови в Чилі після перевороту. Вона також керувала глобальним фондом солідарності та розподіляла доходи між лівими партіями Чилі.
У 1977 році вона розлучилася з Луїсом.

## Смерть
11 жовтня 1977 року, через чотири роки після смерті батька під час державного перевороту під командуванням Августо Піночета Беатріс Альєнде покінчила життя самогубством, застрелившись в Гавані. Для цього вона скористалася пістолетом «Узі», який подарував їй Фідель Кастро в 1971 році. Кажуть, що вона була «глибоко вражена тим, що сталося в Чилі, смертю її батька та постійними репресіями диктатури щодо її друзів. Вона також була все більш песимістичною щодо майбутнього Чилі». Більше того, минулорічний вибух автомобіля Орландо Летельєра у Вашингтоні був «нищівним ударом по опору проти Піночета та особистою втратою для Беатріс».
Її тіло було поховано в Пантеоні революційних збройних сил на кладовищі Колон у Гавані. Пізніше її останки були перенесені на Загальне кладовище в Сантьяго (Чилі).